# João Nunes Barreto
D. João Nunes Barreto S.J. (1519 — 22 de dezembro de 1562), foi um ilustre bispo jesuíta português, Patriarca da Etiópia.

## Biografia
Nascido no Porto, era filho de Fernando Nunes Barreto, senhor dos coutos de Freiriz e Penagate, e de Isabel Ferraz.
Completou seus estudos na Universidade de Salamanca e serviu como pároco na arquidiocese de Braga, em Freiriz., em a sua família tinha o padroado. Em 1545 ele entrou na Companhia de Jesus em Coimbra. Entre 1548 e 1554, ele foi missionário em Tetuão, Marrocos, onde estava profundamente envolvido em oferecer consolo espiritual aos escravos, e voltou para Lisboa, para angariar fundos para resgatá-los. Lá, ele recebeu a notícia de que o fundador da Companhia de Jesus, Inácio de Loyola, cuja política era não permitir que os jesuítas se tornassem bispos, aceitou o pedido de Dom João III de Portugal em ter Nunes Barreto nomeado Patriarca da Etiópia para que a Igreja Católica pudesse ser mais desenvolvida lá.
Nomeado em janeiro de 1555 e consagrado em 4 de maio, no Convento da Santíssima Trindade de Lisboa, por Dom Julião de Alva, bispo de Portalegre, coadjuvado por Dom Gaspar Cão, O.S.A., bispo de São Tomé e Príncipe e por Dom Pedro Fernando, bispo-titular de Hippos.  Nunes Barreto saiu de Portugal para a Índia no final de março de 1556, juntamente com Andrés de Oviedo e com Belchior Carneiro Leitão, bispos jesuítas consagrados com ele e designados como seu bispos-coadjutores. À chegada a Goa, Nunes Barreto viu com os confrades jesuítas recentemente regressados da Etiópia que a situação não era favorável.
Ele decidiu, no entanto, enviar Oviedo para melhorar o estado da missão com as autoridades etíopes. Oviedo obteve um pouco de sucesso com um dos monarcas, mas não com seus sucessores. Percebendo que era improvável entrar na Etiópia, Nunes Barreto dedicou seus talentos para um ministério ativo em Goa. Ele sugeriu aos superiores jesuítas em pedir permissão ao papa para renunciar à sua condição de patriarca e bispo. A resposta negativa dos superiores chegou a Goa depois de sua morte.